# Noordenbergtoren
De Noordenbergtoren was een barbacane in de Nederlandse stad Deventer. De toren was gelegen ten noordwesten van de stad, tussen de binnen- en buitengracht. De toren is rond 1487 gebouwd en had de functie de stad te beschermen tegen aanvallen van buitenaf. Specifiek was de verdediging van het sluisje dat het waterpeil in de binnengracht regelde. Het water hiervoor stroomde via de Schipbeek en de IJssel de gracht aan de oostkant in en mondde aan de noordwestzijde van de stad weer in de IJssel. Om te voorkomen dat de gracht droog zou vallen wanneer de waterstand van de rivieren laag was, regelde de sluis de hoeveelheid water die gespuid werd.
De toren was gebouwd van baksteen, had muren tot zeven meter dik, was circa 35 meter hoog en had een diameter van 21,5 meter. Aan de buitenkant was de muur voorzien van kazematten. Aan de bovenzijde was de toren voorzien van een spits die was belegd met dakpannen, om inkomende pijlen af te wenden. De spits werd tijdens het Beleg van Deventer in 1578 zodanig beschoten dat hij op 27 september naar beneden viel. Tijdens dit beleg werden ook ondermijningsgangen gegraven door troepen van Graaf van Rennenberg met als doel de toren op te blazen. De gangen werden echter ontdekt en de ondergrondse aanvallen werden afgeslagen door de Duitse troepen in Spaanse dienst.
Door de komst van sterkere aanvalswapens verloor de toren haar functie en de laatste bovengrondse restanten werden in 1775 afgebroken. In 1988 werden bij archeologisch onderzoek restanten van toren blootgelegd. Bij de nieuwbouw van een parkeergarage zijn delen van de fundering zichtbaar gelaten. Ook is de omtrek van de toren aangegeven in het wegdek van de T.G. Gibsonstraat. Bij latere opgravingen werden ook restanten van de onderaardse gangen ontdekt.